# Carta de navegació electrònica

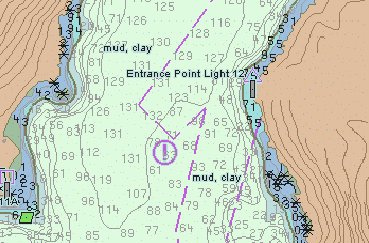
Carta de navegació electrònica (NOAA)

Una carta de navegació electrònica ( ENC ) és una base de dades oficial creada per una oficina hidrogràfica nacional per utilitzar-la amb un sistema d'informació i visualització de cartes electròniques ( ECDIS ). L'ECDIS i els ENC són els principals mitjans de navegació electrònica dels vaixells de càrrega. Les cartes es poden utilitzar en la navegació per tal de proporcionar una indicació de la posició una vegada que s'ha fixat per GPS i les profunditats de les cartografia es poden utilitzar en els càlculs d'espai sota la quilla per assegurar-se que el vaixell navega en aigua segura.
El sistema d'informació i visualització de cartes electròniques interiors són sistemes similars però utilitzats per a la navegació en aigües continentals.

## ENC
Una carta de navegació electrònica (ENC) és una representació digital d'una àrea geogràfica del món real per a la navegació marítima . Els objectes del món real i les àrees d'importància per a la navegació, o, en menor grau, d'importància informativa, es representen mitjançant facsímils ràster de cartes tradicionals en paper; o més habitualment a través d'imatges vectorials, que poden escalar la seva posició relativa i la seva mida per complir amb l'escala de visualització seleccionada de Mariner (MSVS) que es mostra a través d'un ECDIS .
El primer ENC va ser patentat l'any 1986 per Mortimer Rogoff, Peter Winkler i John N. Ackley amb Navigation Sciences, Inc a Bethesda, Maryland (número de patent: 4590569).
Totes les cartes de navegació han de complir els requisits establerts a la Convenció SOLAS (Seguretat de vides al mar). Per complir amb aquests requisits, les ENC creades i publicades per una autoritat hidrogràfica han d'ajustar-se als estàndards reconeguts internacionalment indicats en les publicacions establertes per l'Organització Hidrogràfica Internacional (OHI). Actualment, l'estàndard S-57 és l'únic estàndard ENC que compleix els requisits de transport de cartes SOLAS. L'OHI i el seu organisme matriu, l'Organització Marítima Internacional (IMO) han començat una transició cap a un nou conjunt d'estàndards que té com a objectiu existir com un conjunt interactiu i unificat de productes i estàndards dins del Model de dades hidrogràfiques universal S-100. Dins d'aquest model s'està desenvolupant un estàndard actualitzat per a la producció i publicació d'ENC; L'especificació del producte S-101. Actualment, les autoritats hidrogràfiques només han de produir i publicar dades segons l'especificació de producte S-57, a partir d'aquí que les dades publicades es poden certificar com a ENC. Només els ENC es poden utilitzar dins de l'ECDIS per complir l'estàndard de rendiment de l'Organització Marítima Internacional (IMO) per a l'ECDIS.
Els mapes ENC estan disponibles per a la distribució a l'engròs als agents i distribuïdors de cartes dels Centres Regionals de Cartes Electròniques de Navegació (RENC). Els RENC són organitzacions sense ànim de lucre formades per països productors d'ENC. Els RENC comproven de manera independent cada ENC enviat pels països contribuents per assegurar-se que s'ajusten als estàndards pertinents de l'OHI. Els RENC també actuen col·lectivament com a majoristes únics de la majoria de les ENC del món.
La publicació S-63 de l'OHI desenvolupada pel grup de treball de l'Esquema de protecció de dades de l'OHI s'utilitza per xifrar i signar digitalment les dades ENC. Les dades dels gràfics es capturen en funció dels estàndards establerts a la publicació S-57 de l'OHI i es mostren segons un estàndard de visualització establert a la publicació S-52 de l'OHI per garantir la coherència de la representació de dades entre diferents sistemes.
L'OMI va adoptar el transport obligatori d'ECDIS i ENC a les noves naus d'alta velocitat a partir de l'1 de juliol de 2010 i progressivament per a altres embarcacions des del 2012 al 2018.

## ECDIS

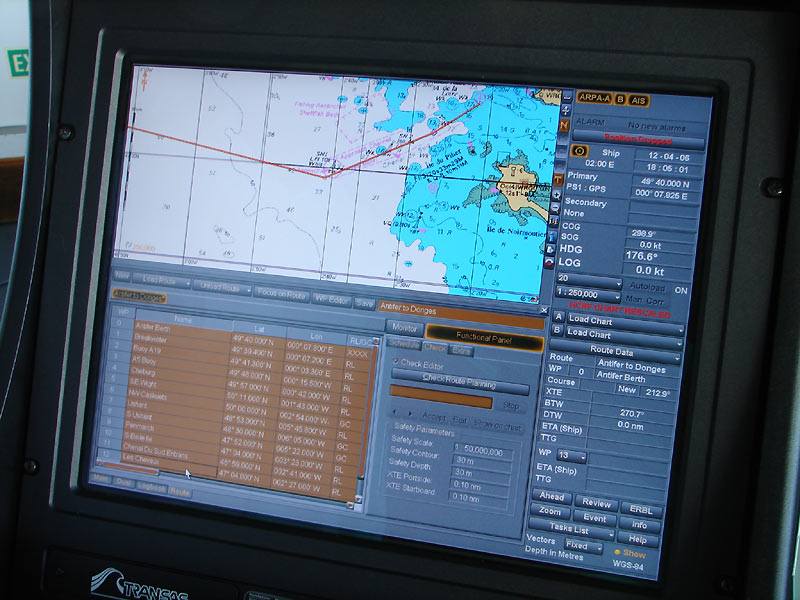
Un ECDIS que utilitza ENC en un vaixell mercant

Un sistema d'informació i visualització de cartes electròniques ( ECDIS ) és un sistema d'informació geogràfica utilitzat per a la navegació nàutica que compleix amb les regulacions de l'Organització Marítima Internacional (OMI) i l'OHI com a mètode de navegació electrònica. Es considera una alternativa a les cartes nàutiques en paper per a la navegació de vaixells. L'IMO fa referència a sistemes similars que no compleixen la normativa com els sistemes de cartes electròniques (ECS).
Un sistema ECDIS mostra la informació de les cartes de navegació electròniques (ENC) i integra informació de posició de la posició, el rumb i la velocitat mitjançant sistemes de referència d'aigua i, opcionalment, altres sensors de navegació. Altres sensors que podrien connectar-se amb un ECDIS són el radar, el Navtex, els sistemes d'identificació automàtica (AIS) i les sondes de profunditat.
En els darrers anys s'ha plantejat la preocupació de la indústria pel que fa a la seguretat del sistema, especialment pel que fa als atacs cibernètics i els atacs de falsificació de GPS.
ECDIS proporciona informació contínua de posició i seguretat de navegació. El sistema genera alarmes sonores i/o visuals quan el vaixell es troba a prop de perills per a la navegació. Les versions militars d'ECDIS es coneixen com WECDIS (buix de guerra ECDIS) o ECDIS-N (ECDIS-naval).

## Normativa
L'ECDIS (tal com es defineix a les publicacions S-57 i S-52 de l'OHI) és un sistema d'informació i cartes de navegació marítima aprovat, que s'accepta que compleix amb les normes de les cartes en paper convencionals exigides per la Reglament V/19 del Conveni SOLAS de l'IMO de 1974. tal com es modifica. Els requisits de rendiment per a ECDIS els defineix l'IMO i les normes de prova conseqüents han estat desenvolupades per la Comissió Electrotècnica Internacional (IEC) a l'estàndard internacional IEC 61174.

### S-100
IEn el futur, l'ENC formarà part d'una família d'especificacions de producte que es basa en el "Model de dades hidrogràfiques universals de l'OHI", conegut com S-100. El número d'especificació del producte S-101 s'ha assignat a l'ENC. Ara s'estan produint ENC sota l'estàndard S-100 i es preveu que els ENC S-100 substituiran els conjunts de dades S-57 per a la dècada de 2030. Els nous estàndards ENC inclouen capes de dades més grans que permeten formats de navegació millorats, com ara S-129 a Under Keel Clearance Management (UCKM). Altres subformats inclouen S-102 sobre superfícies batimètriques, S-111 sobre corrents superficials i S-124 sobre advertències de navegació.